# Горохов, Михаил Фёдорович
Михаил Фёдорович Горохов (1917—1980) — железнодорожник, Герой Социалистического Труда.

## Биография
Родился 8 (21 ноября) 1917 года в селе Подбелово (ныне — Почепский район Брянской области).
В 1929 году окончил 4 класса начальной школы и, переехав с родителями в Брянск, поступил в училище ФЗО (фабрично-заводское обучение). После окончания училища работал слесарем, кочегаром, помощником машиниста в паровозном депо ст. Брянск-2.
В 1938 году призван на действительную военную службу в железнодорожные войска, служил до октября 1946 года машинистом-инструктором на Забайкальской железной дороге (ст. Шилка).
С 1946 года работал в паровозном депо ст. Брянск-2 машинистом паровоза, тепловоза. Он много сделал по увеличению грузоподъёмности локомотива, межремонтного пробега машины, сокращению расхода топлива, вёл общественную работу — был внештатным инструктором по безопасности движения поездов, 6 раз избирался депутатом Областного совета народных депутатов, был наставником молодёжи.
Делегат XXII съезда КПСС (1961).
В ноябре 1972 года ушёл на заслуженный отдых; скончался 6 июня 1980 года.

## Признание
- Почётный железнодорожник
- Отличный паровозник (дважды)
- Отличник социалистического соревнования
- Ударник сталинского призыва
- 1 августа 1959 года Указом Президиума Верховного Совета СССР Михаилу Фёдоровичу Горохову было присвоено звание Героя Социалистического Труда с вручением ордена Ленина (№ 369055) и Золотой медали «Серп и Молот» (№ 9902).
- медали